# Przemysław Trytko
Przemysław Trytko, né le 28 août 1987 à Opole, est un footballeur polonais. Il occupe actuellement le poste d'attaquant. 

## Biographie

### Expérience manquée à l'Energie Cottbus
Formé à Opole, sa ville natale, Przemysław Trytko rejoint en 2003 le Gwarek Zabrze. Après y avoir passé trois années, il décide de faire le grand saut, et passe la frontière pour atterrir à Cottbus, à l'âge de dix-neuf ans. Placé en équipe réserve, il doit se contenter de la Regionalliga Nord, qui équivaut à la quatrième division allemande, et ne joue qu'un match professionnel en Bundesliga, le 19 octobre 2007 contre Duisbourg. Il remplace alors Stanislav Anguelov à dix minutes de la fin.

### Retente sa chance en Pologne
En 2008, il rentre au pays, en étant prêté pour une saison à l'Arka Gdynia. club promu en Ekstraklasa. Près de la mer Baltique, il trouve plus de temps de jeu, même s'il n'est utilisé que comme « joker ». La saison suivante, Cottbus décide de prolonger son prêt d'un an. Trytko devient titulaire et marque plusieurs buts, qui permettent à son équipe de se maintenir en première division.
À l'été 2010, le club allemand décide de ne pas conserver le joueur polonais, qui signe un contrat de trois ans avec le Jagiellonia Białystok, vainqueur de la coupe de Pologne et qualifié pour la Ligue Europa. 

## Palmarès
- Vainqueur de la Supercoupe de Pologne : 2010
- Vainqueur de la Coupe de Pologne : 2017